# Loge génoise

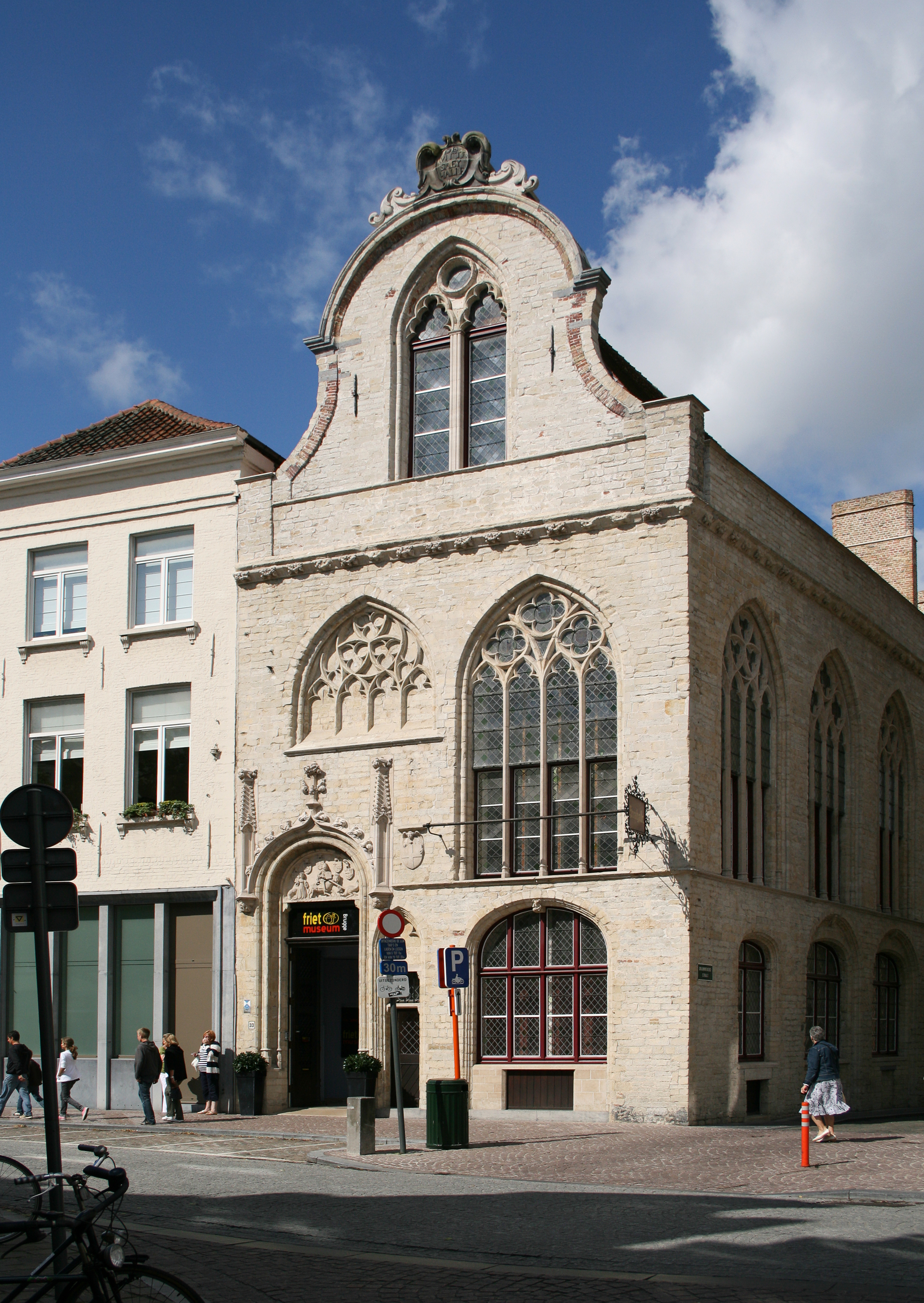
La Saaihalle ou Loge génoise.

La Saaihalle ou Loge génoise est un bâtiment du XIVe siècle situé dans le centre de Bruges, en Belgique. La date de sa construction, indiquée sur la façade, en fait le plus ancien bâtiment de Bruges de date connue.

## Histoire
La Loge des Génois est située dans la Vlamingstraat, sur l'ancienne Beursplein. Le bâtiment se compose de deux parties. Dans la plus ancienne, datant de 1399, la ville portuaire italienne de Gênes abritait ses représentants commerciaux. La partie la plus récente date de 1441. Cette année-là, une maison adjacente pour le consul de Gênes fut construite dans la Grauwwerkersstraat. D'autres villes, comme Venise et Florence, avaient également des représentants à Bruges.
Après le déclin économique que connaît Bruges à partir de la fin du XVe siècle, les Génois quittent la ville en raison du mauvais climat politique et louent le bâtiment à des particuliers.
Au XVIIe siècle, la loge fut mise à la disposition des tisserands d'« ennuyeux », d'où le nom actuel de « Saaihalle ». Les ennuyeux (saaien) sont des tissus de laine légers.
Après 1750, le commerce des « ennuyeux » déclina fortement et la ville de Bruges décida qu'elle n'avait plus d'intérêt à conserver cette propriété, qui fut vendue. Le bâtiment fut utilisé pour de nombreuses activités : entrepôt militaire, cabaret, auberge, et même comme bordel des soldats allemands pendant la Première Guerre mondiale, et enfin comme cinéma.
La première restauration d'importance de la Saaihalle est due à l'artiste Maximilien Van Lede (nl), qui acheta le bâtiment en 1817 et à ses fils, qui s'attachèrent à redonner de son lustre au bâtiment, négligé depuis de nombreuses années.

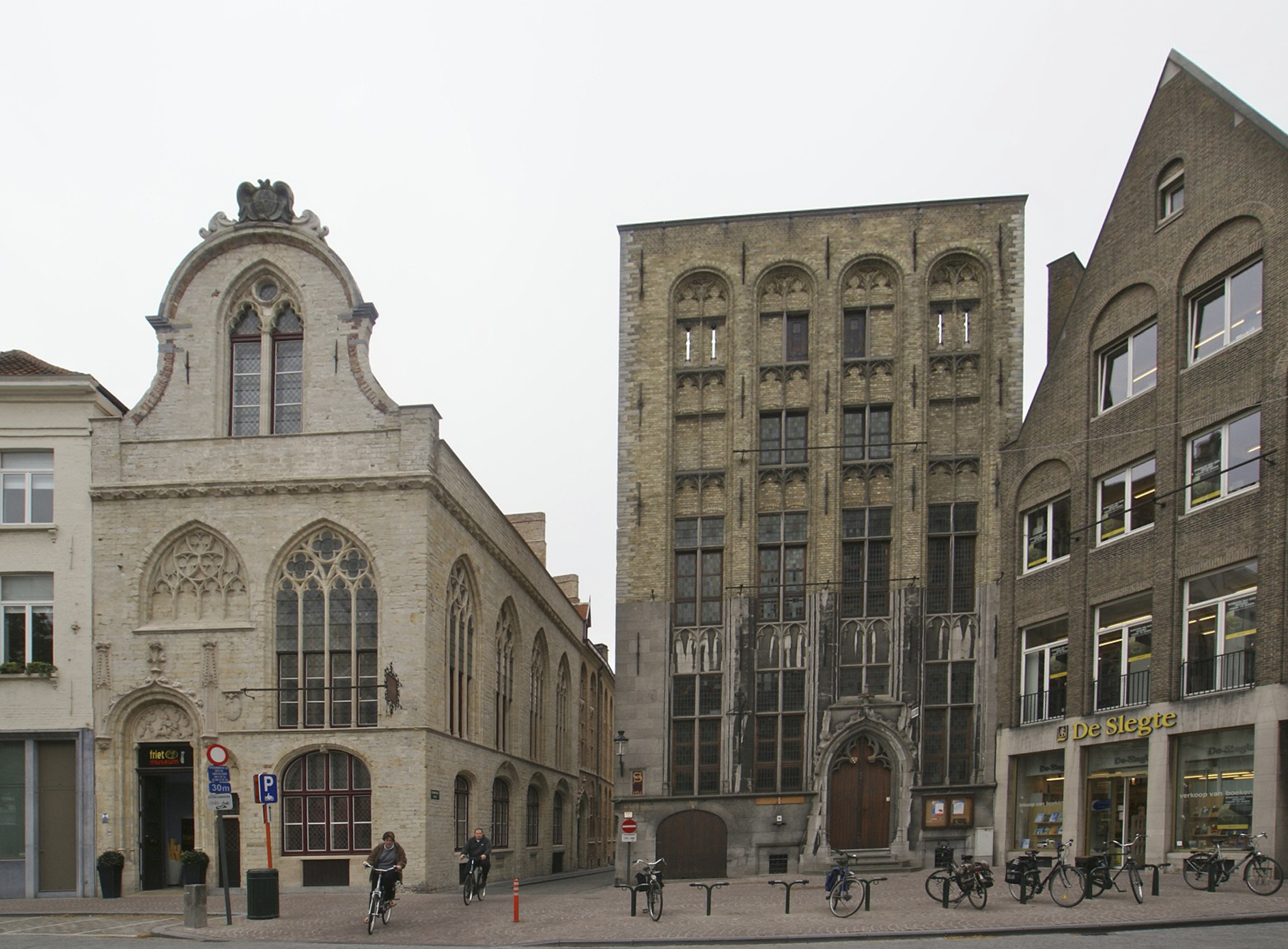
À gauche, la Saaihalle. À droite, la maison Ter Beurse, siège de la famille immobilière Van der Beurse à partir du XIIIe siècle.

De 1792 à 1849, ce furent des selliers et des comédiens qui furent hébergés dans l'édifice. Les selliers y logeaient aussi leurs domestiques. Le dernier sellier connu à y avoir vécu est Karel Tylleman, qui y resta jusqu'en 1849. Des travaux de restauration effectués pour le compte des propriétaires Van Lede eurent lieu en 1850-1852, après quoi le bâtiment fut loué par l'association Burgerwelzijn (« Bien-être des citoyens »), avec qui les Van Lede entretenaient de bonnes relations.
Pendant et après l'entre-deux-guerres, le bâtiment fut utilisé comme salle de cinéma sous le nom de « Colisée », puis comme salle de danse et restaurant.
En 1978, il fut racheté par une banque qui procéda à une restauration approfondie. Le musée de la frite y est installé depuis 2008.